# Culicoides nupurius
Culicoides nupurius är en tvåvingeart som beskrevs av Kanasugi och Kitaoka 2001. Culicoides nupurius ingår i släktet Culicoides och familjen svidknott. Inga underarter finns listade i Catalogue of Life.